# Beritech
Beritech Group A/S eller Beritech er en dansk leverandør af rustfrie stålløsninger til bl.a. fødevarer og pharma. Virksomheden varetager hele forsyningskæden fra design, udvikling, produktion og installation. De har kunder i mejeribranchen og i fiskeindustrien. Beritech har hovedkvarter i Nørresundby med afdelinger i Aalborg, Randers, Kalundborg og Hillerød.
Virksomheden har ca. 200 ansatte (2023) og er ejet af Bent Larsen og Thomas Christian Pedersen.